# Bódé
Bódé Veszprém vármegye Ajkai járásában található településrész. 1950. szeptember 6. óta Ajka része, előtte kisközség volt.

## Története

### Az önálló korszak
A falu homokbányájából egy mára eltűnt kora bronzkori lelet, egy halotti urna, majd még ugyanezen évben sírmelléklet, cseréptöredék, és agancsdarab került elő, tehát már akkor is éltek itt emberek. A falu Szent István idején már létezett. 1359-ben Odó zirci apát a falut egy vízimalomra cserélte, amely a Tapolca-patakon állt. 1444-től a tizedjavadalma a veszprémi püspököt és a veszprémi várat illette. 1531-ben a falu földesura Essegvári Ferenc, 3 adózó porta, 3 puszta telek, 6 család van. 1552-ben a lakói elhagyják. 1570-ben lakatlanlanként jegyzik, és majd kétszáz évre rá, 1747-ben is. 1751-ben viszont már katolikus lakosságról tudunk. Először a városlődi, majd a kislődi plébánia fíliája. 1779-ben a lakosság száma 30 fő. 1757-ben II. József által elrendelt népszámlálás Ampruszter Lajos földesúr 45 katolikus jobbágyát jegyzi fel. A Bóday család 1805-ben építi fel a kúriáját. 1809-től 1818-ig a katolikusok Ajkarendekhez tartoznak, onnantól fog 1944-ig, a helyi plébánia megalapításáig Tósokberéndhez. 1828-ban a Bóday és Kramarics család a földesúr. 1848-ban 3 személy vonul hadba, az egyikük sorozás által, a másik kettő önkéntesen. 1860-ban katolikus iskola épül. 1902-ben három ház ég le egy tűzvészben. 1912-ben épült az új iskola. 1924-ben könyvtár létesül. 1927-ben épül meg a Csinger-patak hídja. 1944-ben az akkori veszprémi püspök, Mindszenty József a tósokberéndi plébániáról leválasztva a helyi egyházközséget, megalapítja a bódéi  plébániát. A hívek pénzügyi lehetősége csak 1949 augusztusában teszi lehetővé a templom építésének elkezdését, de a Rákosi-korszakban kibontakozó vallásüldözés igencsak megnehezíti az építkezők dolgát. A készülő templomra a „paplak” kifejezést kell használniuk, hogy megtévesszék az ÁVH-t.

### Ajkához csatolva
A belügyminiszter a falut 1950. szeptember 6-i hatállyal csatolta Ajkához, a csatolt települések közül elsőként. 1952-ben elkészül a „paplak”. Badalik Sándor Bertalan püspök és Máté János apát szenteli fel az új templomot. 1955-ben megalakul a rövid életű X. (tizedik) Április 4. Tsz., ami egy év múlva beolvad az ajkarendeki téeszbe. 1964-ben az iskolát kibővítik, de 1972-ben a Csingervölgyivel vonják össze (valójában megszüntetik). A volt iskolaépület most a Civil Közösségi Ház. 1978-ban elkészül az üzletház, benne postával, orvosi rendelővel. 1980-ban templomtorony épül, új harangokat is húznak bele. 1989-ben megszűnik a könyvtár. 1993-tól épül ki a gázhálózat. 2001-ben felszámolják a cigánysort, pénzügyileg támogatják a lakók elköltözését a telepről..